# Tatra T3AS
Tatra T3AS – typ tramwaju, który powstał w wyniku modernizacji czechosłowackiego wozu Tatra T3.

## Historia
W latach 2000 i 2001 wozy T3 były w okresie modernizacji. Dawny numer taborowy tramwaju to #7707, tramwaj ten jako typ T3 został wyprodukowany w 1976 roku. Zakłady Pars Nova z Šumperku zmodernizowały w 2000 roku ten właśnie tramwaj T3 do typu T3AS.

## Modernizacja
Koncepcja Tatry T3AS jest bardzo zbliżona do wozu T3S. Nadwozie zostało wymienione, odnowione zostało wnętrze i pulpit motorniczego. Wóz otrzymał nowy połówkowy pantograf, zamontowano czworo drzwi odskokowo uchylnych. Poza tym wymieniono ścianę czołową i tylną. Powstała tylko jedna sztuka – dla Bratysławy.

## Dostawy
Modernizacja na typ T3AS przebiegała w latach 2000–2001.
| Państwo        | Miasto         | Typ            | Lata modernizacji | Liczba |       |
| -------------- | -------------- | -------------- | ----------------- | ------ | ----- |
| Słowacja       | Bratysława     | T3AS           | 2000–2001         | 1      | [ 1 ] |
| Łączna liczba: | Łączna liczba: | Łączna liczba: | Łączna liczba:    | 1      |       |